# Guido III. (St. Pol)
Guido III. von Châtillon (Guy III. de Châtillon, 1290 bezeugt; † 6. April 1317) war Graf von Saint-Pol.
Er war der zweite Sohn von Guido II. von Châtillon, Graf von Saint-Pol, und Mathilde von Brabant. Während sein älterer Bruder die Grafschaft Blois erbte, bekam er die Grafschaft Saint-Pol sowie die Herrschaften Ancre, Luceu und Doullenger.
Er kämpfte am 11. Juli 1302 in der desaströsen Schlacht der goldenen Sporen gegen die Flamen, die er überlebte.
Er heiratete am 22. Juli 1292 Marie de Bretagne (* 1268; † 5. März 1339), Tochter von Johann II. Herzog von Bretagne aus dem Haus Frankreich-Dreux. Bestattet ist er im Kloster Cercamp.

## Kinder
- Johann von Châtillon; † vor 1344, Graf von Saint-Pol
- Jacques de Châtillon, 1348/65 bezeugt, Herr von Ancre
- Mathilde (Mahaut) von Châtillon, * wohl 1293; † 3. Oktober 1358, Gräfin von Saint-Pol, begraben im Kloster der Cordelières in Paris, ⚭ Juni 1308 in Poitiers Karl I. (Charles I.) * 12. März 1270 wohl im Schloss Vincennes; † 5. oder 16. Dezember 1325 in Nogent-le-Roi, 1285 Graf von Valois, 1284–1295 Titularkönig von Aragón und Valencia, Graf von Barcelona, 1293 Graf von Alençon, Chartres und Le Perche, Anagni September 1301 päpstlicher Vikar in Italien und Statthalter der Romagna, 1302 Titularkaiser von Konstantinopel, 1314 Regent von Frankreich, begraben in Saint-Jacques in Paris
- Marie de Châtillon; † 1377; ⚭ Aymer de Valence, 2. Earl of Pembroke
- Eleonore de Châtillon; † nach 1357; ⚭ Jean III. Malet, Herr von Graville; † 13. April 1355 (Haus Malet)
- Jeanne de Châtillon; † nach 1353; ⚭ Milon de Maizy
- Isabeau de Châtillon; † 1360; ⚭ 1311 mt Guillaume de Coucy; † 1335

## Einzelnachweis
1. ↑  Extraits de la Chronique attribuée a Jean Desnouelles, abbé de Saint-Vincent de Laon, in: Recueil des Historiens des Gaules et de la France 21 (1840), S. 191

| Vorgänger | Amt                          | Nachfolger |
| --------- | ---------------------------- | ---------- |
| Guido II. | Graf von Saint-Pol 1289–1317 | Johann     |

| Personendaten    | Personendaten                                   |
| ---------------- | ----------------------------------------------- |
| NAME             | Guido III.                                      |
| ALTERNATIVNAMEN  | Guido III. von Châtillon; Guy III. de Châtillon |
| KURZBESCHREIBUNG | Graf von Saint-Pol                              |
| GEBURTSDATUM     | vor 1290                                        |
| STERBEDATUM      | 6. April 1317                                   |